# フリッツ・シュトゥケンベルク
フリッツ・シュトゥケンベルク（Fritz Stuckenberg、1881年8月16日 - 1944年5月18日）はドイツの表現主義の画家である。

## 略歴
ミュンヘンで生まれた。叔父に風景画家のベルンハルト・ヴィーガント(Bernhard Wiegandt: 1851-1918)がいる。父親がニーダーザクセン州のデルメンホルストのリノリウム工場（Hansa-Linoleumwerke）の工場長になったので、デルメンホルストで育った。1900年にブラウンシュヴァイクの工業学校に入学し短期間、建築を学び始ぶが、絵画に転じ、ヴァイマルの美術学校でルートヴィヒ・フォン・ホフマンに学び、1905年からはミュンヘン美術院で学んだ。
1907年にパリに移り、多くの画家や作家が集まったパリのカフェ「ル・ドーム」の常連の一人になり、パリの展覧会に出展し、新聞にも取り上げられた。
1912年にベルリンに移り、当時の前衛美術の作品を展示した画廊、「デア・シュトゥルム画廊」の主宰者、ヘルヴァルト・ヴァルデン(Herwarth Walden: 1879-1941)に見いだされ、ゲオルク・ムッヘ(Georg Muche: 1895–1987)、アルノルト・トップ(Arnold Topp: 1887-1945)、 ヴァルター・メーリンク（Walter Mehring:1896-1981)といった画家や、アヴァンギャルド文学者のミュノーナ(Mynona、1871-1946)と活動した。1919年にヴァルデンとの契約を打ち切り、ヴァルター・グロピウスやブルーノ・タウトを中心にした建築家と画家のグループ（後のNovembergruppe）に加わった。「シュトゥルム」の展覧会や、1920年のベルリンの「第1回国際ダダ見本市(Ersten Internationalen Dada-Messe)」などに出展し、アメリカやモスクワなど国外でも作品は展示された。
その頃、体をこわし、経済的にも厳しい状況になり。1921年にデルメンホルストに帰郷し、デルメンホルストで暗い色調の作品を描いた。ナチスが権力を握った後、シュトゥケンベルクの作品は「退廃芸術」に指定され、美術館から没収され、破壊された。1941年からオーストリアとの国境の街、フュッセンで暮らし、1944年5月、そこで亡くなった。

## 作品

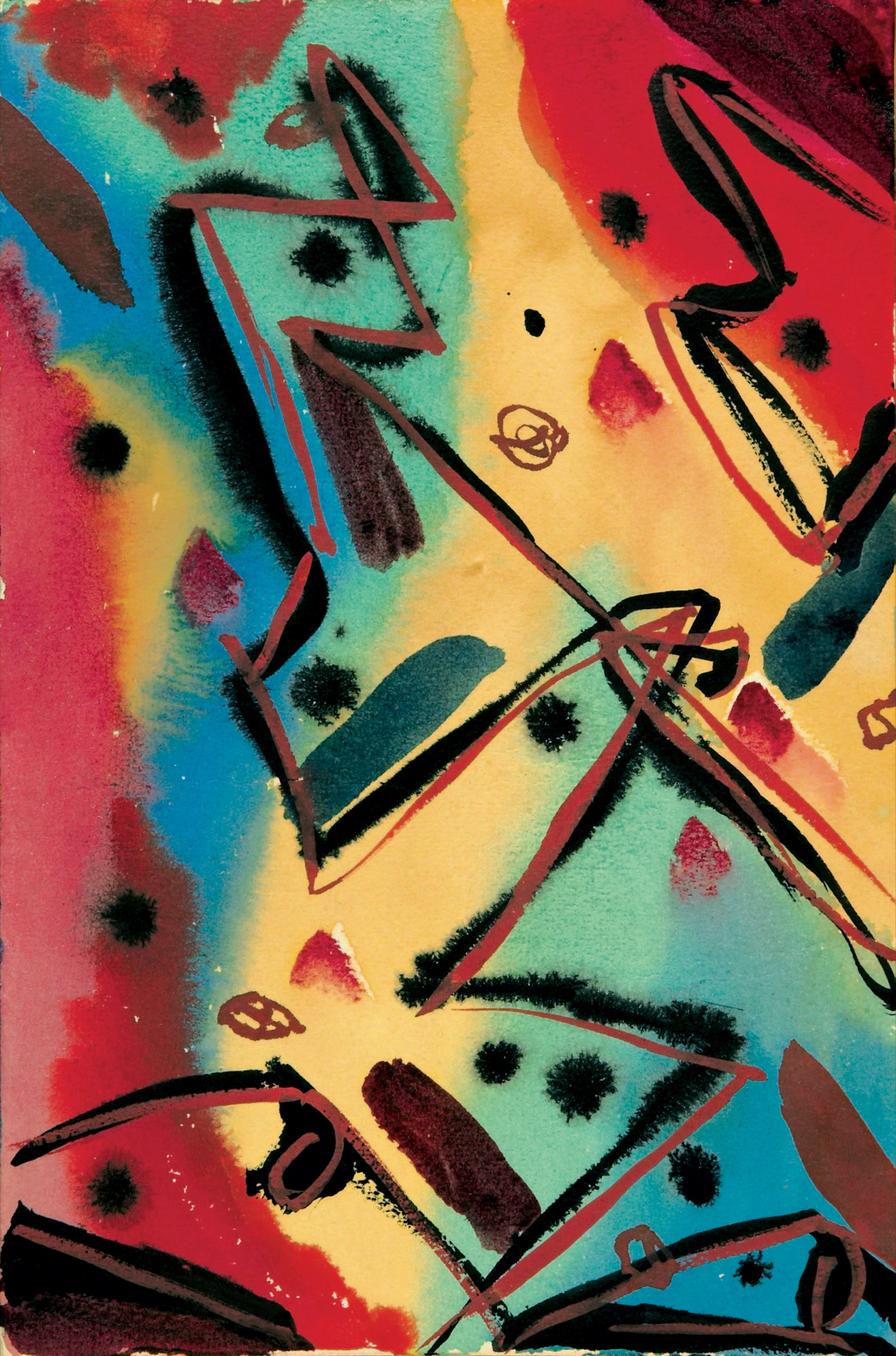
"Abstrakte Komposition"(1919)
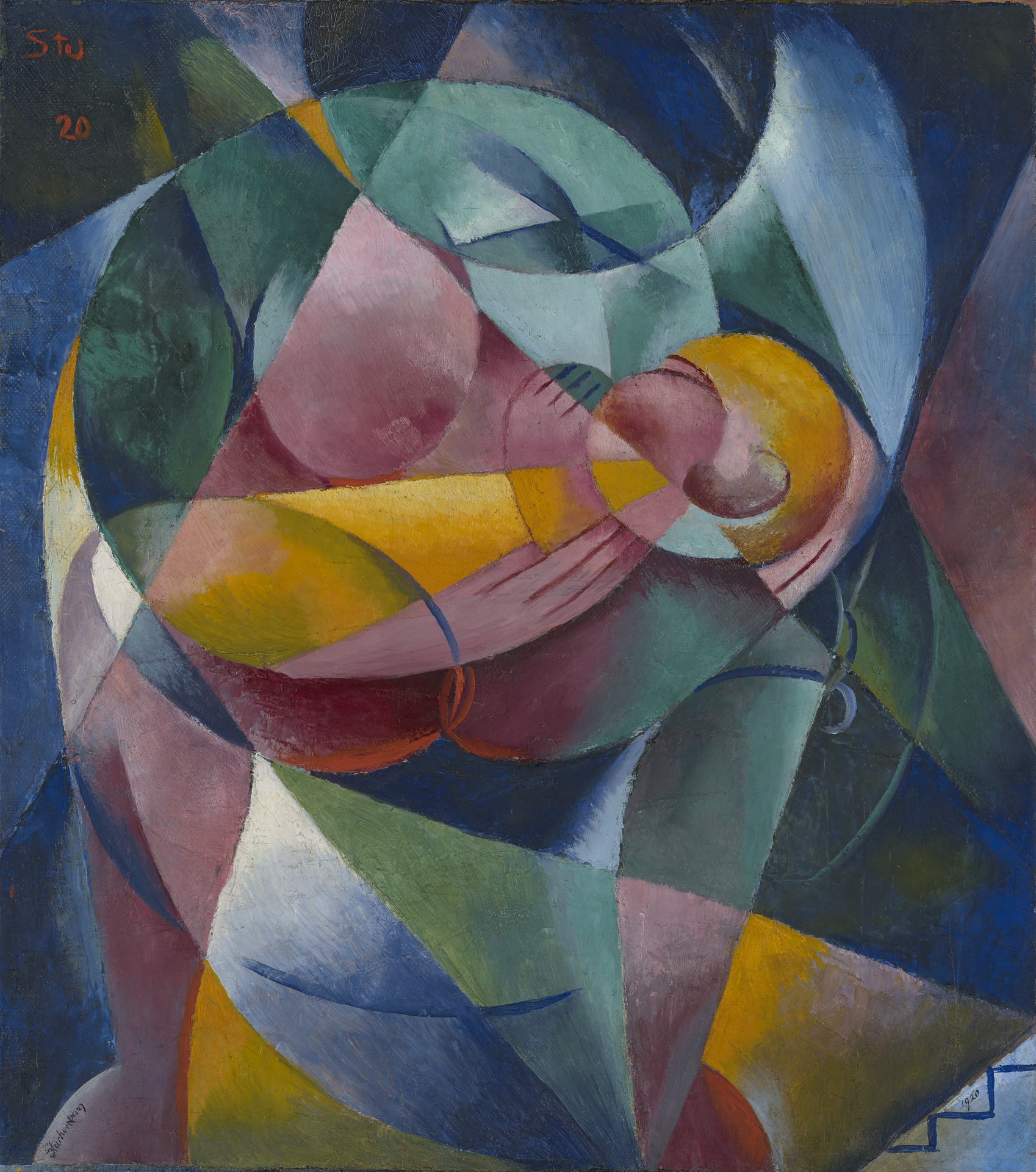
母と子 (1920) Yale University Art Gallery蔵
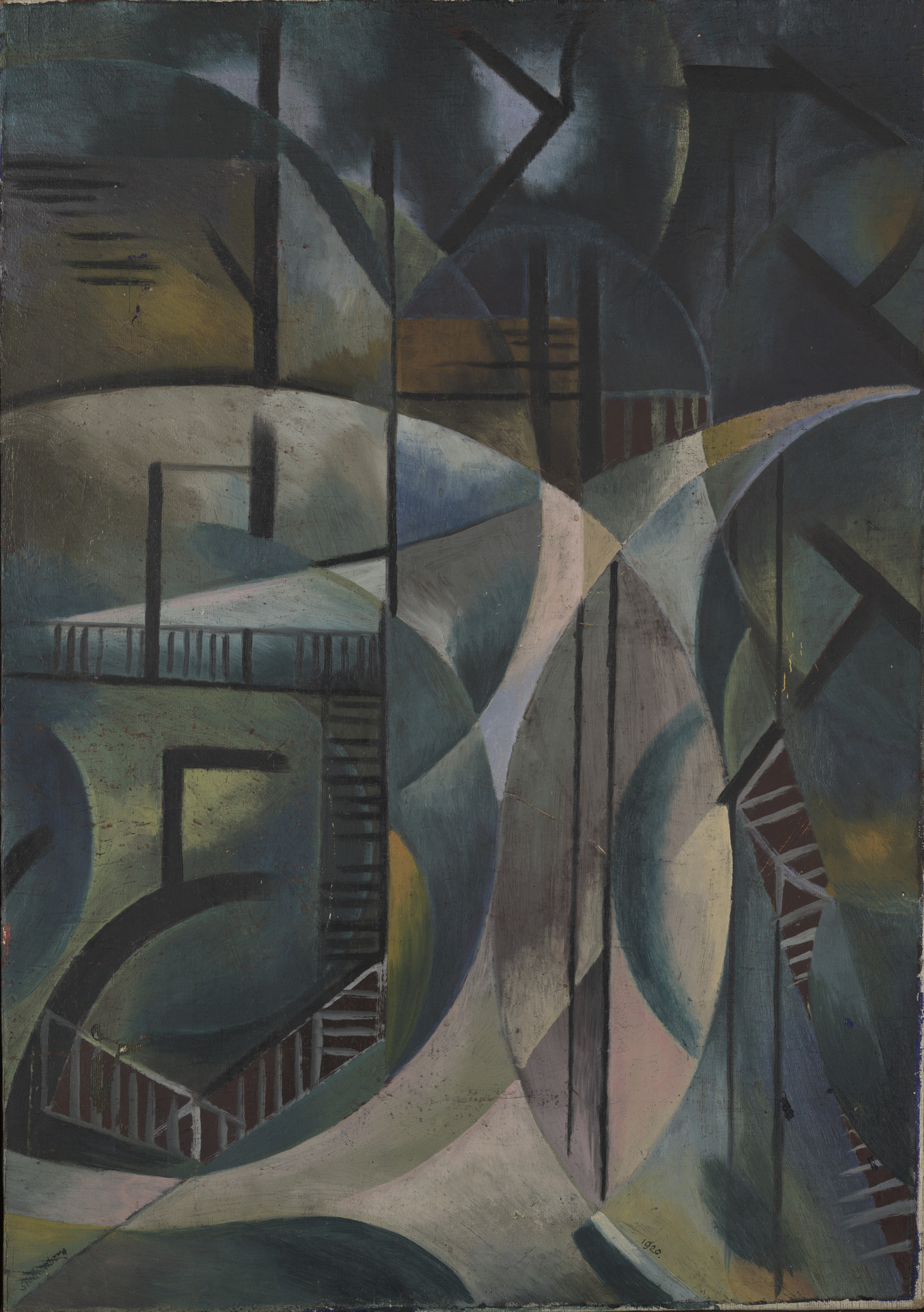
公園の風景 (1920) Yale University Art Gallery蔵
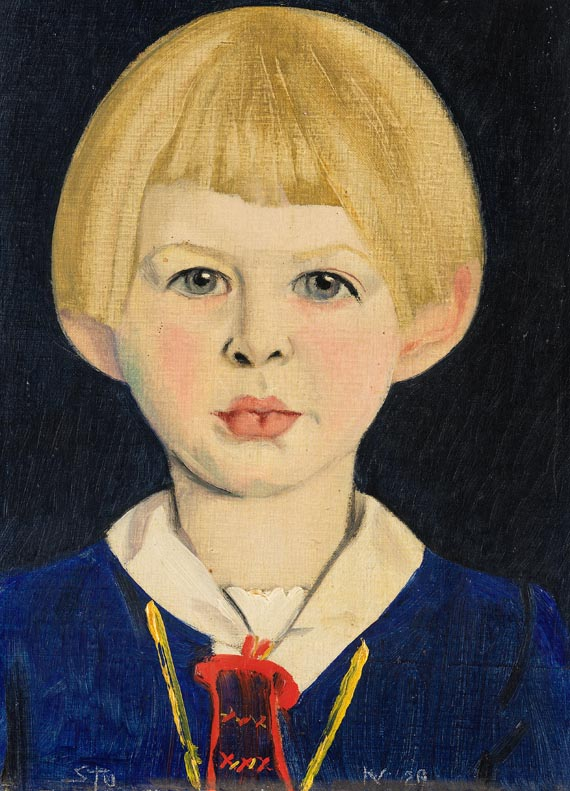
肖像画(1929)